# 미즈노 다다시게

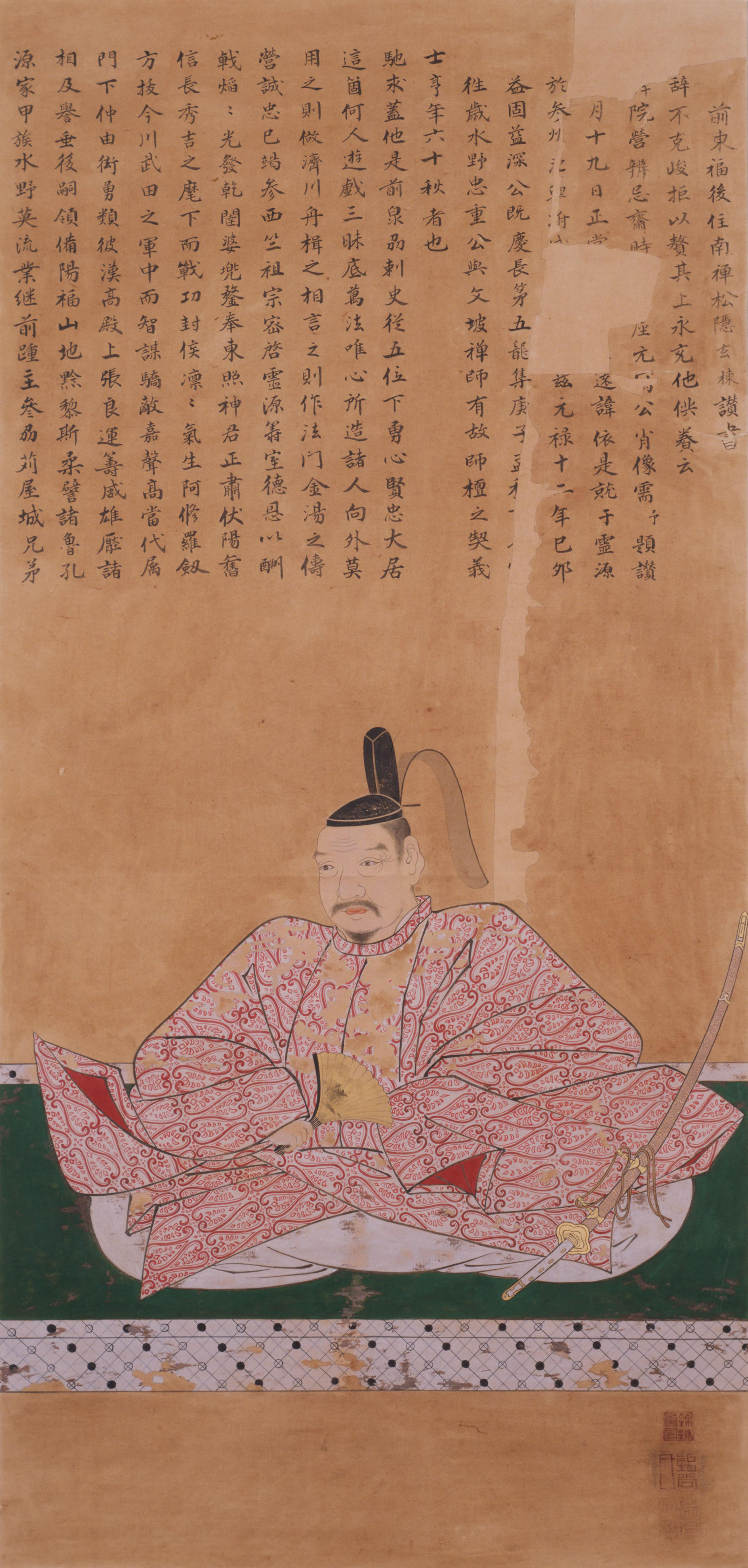
미즈노 다다시게

미즈노 다다시게(일본어: 水野忠重)는 센고쿠 시대부터 아즈치모모야마 시대까지의 무장이다. 미즈노 다다마사의 9남이자 에도 막부 다이로 도이 도시카쓰의 숙부이다. 어머니는 게요인. 자식은 가쓰나리, 다다키요, 가토 기요마사의 계실 등이 있다. 도쿠가와 이십장 중 한명에 해당한다. 미카와 가리야 번조.
1600년 세키가하라 전투에서 가가노이 시게모치에게 암살당했다. 후에 시게모치는 가쓰나리에게 처형당했다.